# Istenszülő születése templom (Temesvár)
A temesvári Istenszülő születése templom műemlékké nyilvánított épület Romániában, Temes megyében. A romániai műemlékek jegyzékében a TM-II-m-A-06165 sorszámon szerepel.